# Kostinci
Kostinci (makedonska: Костинци) är en ort i Nordmakedonien. Den ligger i kommunen Dolneni, i den centrala delen av landet, 50 kilometer söder om huvudstaden Skopje. Kostinci ligger 629 meter över havet och antalet invånare är 198.